# Rugby club Tricastin
Maillots
Le Rugby club Tricastin est un club de rugby à XV français fondé en 1962 et basé à Pierrelatte et Saint-Paul-Trois-Châteaux dans la Drôme.

## Historique
- 1962 : création de l'Association sportive du Commissariat à l'énergie atomique de Pierrelatte (ASCEA Pierrelatte, ou AS Pierrelatte) qui sera engagé, lors de la saison 1963-1964, dans le championnat territorial du comité de Provence[1].
- 1966-1967 : Alors en championnat Honneur, le club accède à la 3e division nationale
- 1969-1970 : L'Association sportive du CEA de Pierrelatte accède à la 2e division nationale
- 1971-1972 : Première qualification pour les phases finales de 2e division. L'AS Pierrelatte est battue par l'US Carmaux, futur champion de France en seizièmes de finale.
- Jusqu'à la saison 1985-1986, le club évolue en 2e division avec des résultats divers jusqu'à la relégation en 3e division pour la saison 1986-1987. Durant cette période l'AS Pierrelatte change de nom et devient le Rugby club Tricastin
- 1990-1991 : Le RC Tricastin est champion de France Excellence B en battant le SO Millau 19-18.
- 1991-1992 : Le RC Tricastin accède à la 2e division en s'imposant contre St Savin, 16-15, le 10 mai 1992. .
- 1997-1998 : Le RC Tricastin est champion de France de Fédérale B[2] en battant le Club athlétique Lormont Cenon 28-18. Il remporte également le challenge de l'Amitié en battant l'EV Malemort Brive 24 à 16.
- 2013-2014 : Le RC Tricastin se qualifie pour les phases finales de Fédérale 2. Après avoir battu l'US Beaurepaire (34-9 et 22-19) en 16e de finale, le RC Châteaurenard (12-28 et 34-13) en 8e de finale, le RC Hyères Carqueiranne (34-23) en quarts de finale, le RC Tricastin atteint les demi-finales ou il est battu par Soyaux Angoulême XV (22-39), le futur champion de France[3], et accède à la 1re division fédérale.
- 2014-2015 : 10e de la poule 2, le RC Tricastin est relégué en Fédérale 2.
- 2021-2022 : Le RC Tricastin se qualifie pour les phases finales de Fédérale 2. Il bat le RO Grasse en 16e de finales et obtient son billet pour évoluer en Fédérale 1 la saison suivante. Le parcours en championnant de France s'arrêtera au tour suivant contre le CS Annonay.

## Identité visuelle

### Logo

Évolution du logo
Logo abandonné en 2022.
Logo instauré en 2022.

## Palmarès
- 1991 : Champion de France Excellence B (3e division réserve)
- 1998 : Champion de France de Fédérale B (2e division réserve)
- 1998 : Vainqueur du Challenge de l'Amitié

## Personnalités du club

### Joueurs emblématiques
- Patrick Biau[1]
- Jean-Louis Reyes[1]
- Patrick Nantier[1]
- Jean-Marc Mazel[1]
- Nicolas Domergue[1]
- Johan Waldberger[1]
- Pierre-Albin Roussin[1]
- Anthony da Costa[1]